# 1884年アメリカ合衆国大統領選挙
1884年アメリカ合衆国大統領選挙（1884ねんアメリカがっしゅうこくだいとうりょうせんきょ、英語: United States presidential election, 1884）は、1884年11月4日に行われたアメリカ合衆国大統領選挙（第25回）。過剰な中傷と個人のとげとげしさに彩られた選挙となった。
1884年11月4日、ニューヨーク州知事グロバー・クリーブランドが、メイン州選出のアメリカ合衆国上院議員ジェイムズ・G・ブレインを僅差で破り、南北戦争の前の1856年以来の民主党大統領になった。この選挙ではニューヨーク州の投票者1,167,003のうち、わずか1,047票差でクリーブランドが36人の選挙人を獲得することになり、選挙の行方を決した。

## 候補者の指名

### 共和党の指名
共和党の指名候補者
- ジェイムズ・G・ブレイン、メイン州選出の元アメリカ合衆国上院議員
- チェスター・A・アーサー、現職大統領、バーモント州出身
- ジョージ・F・エドマンズ、バーモント州選出のアメリカ合衆国上院議員
- ジョン・A・ローガン、イリノイ州選出のアメリカ合衆国上院議員

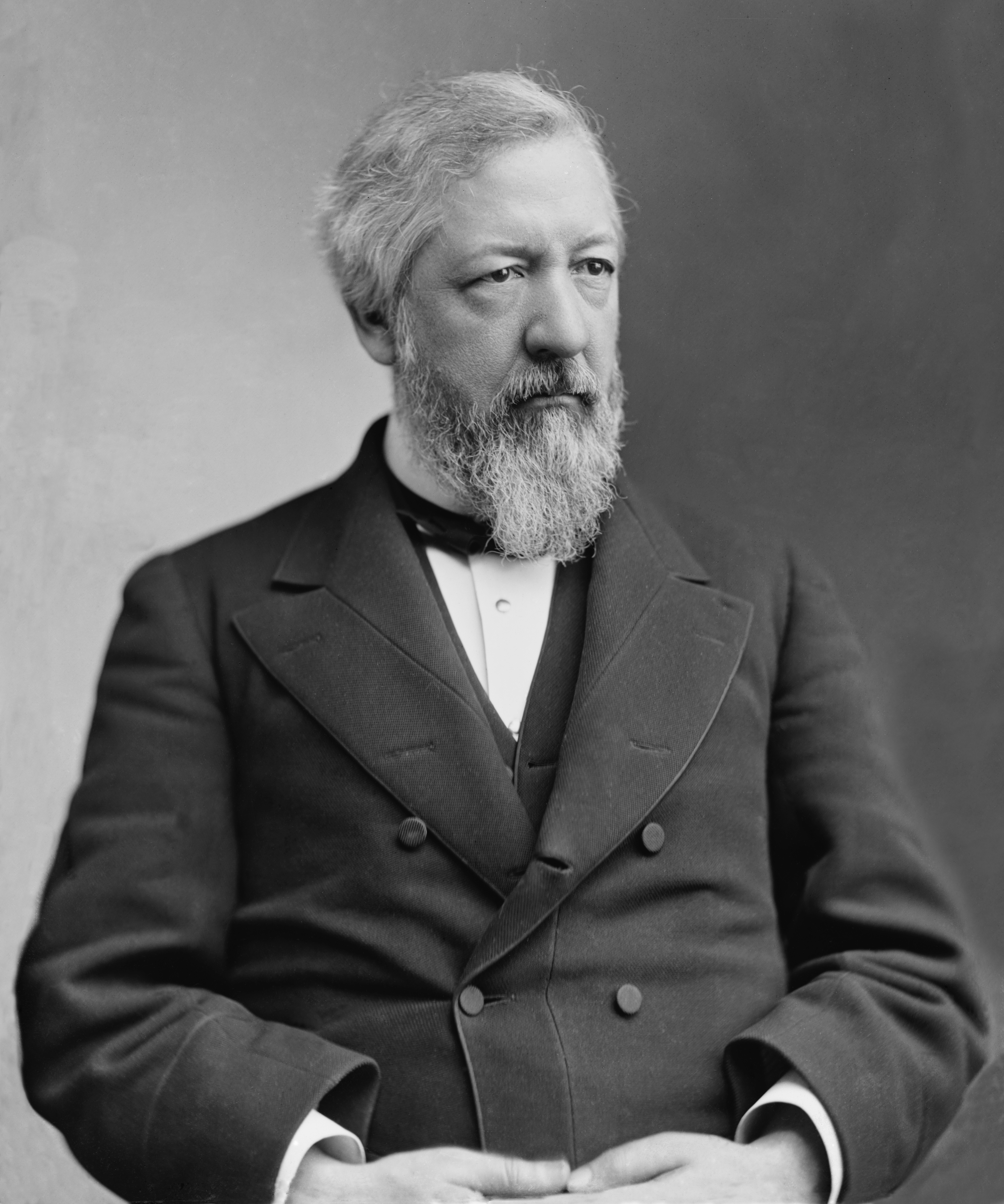
上院議員ジェイムズ・G・ブレイン、メイン州出身
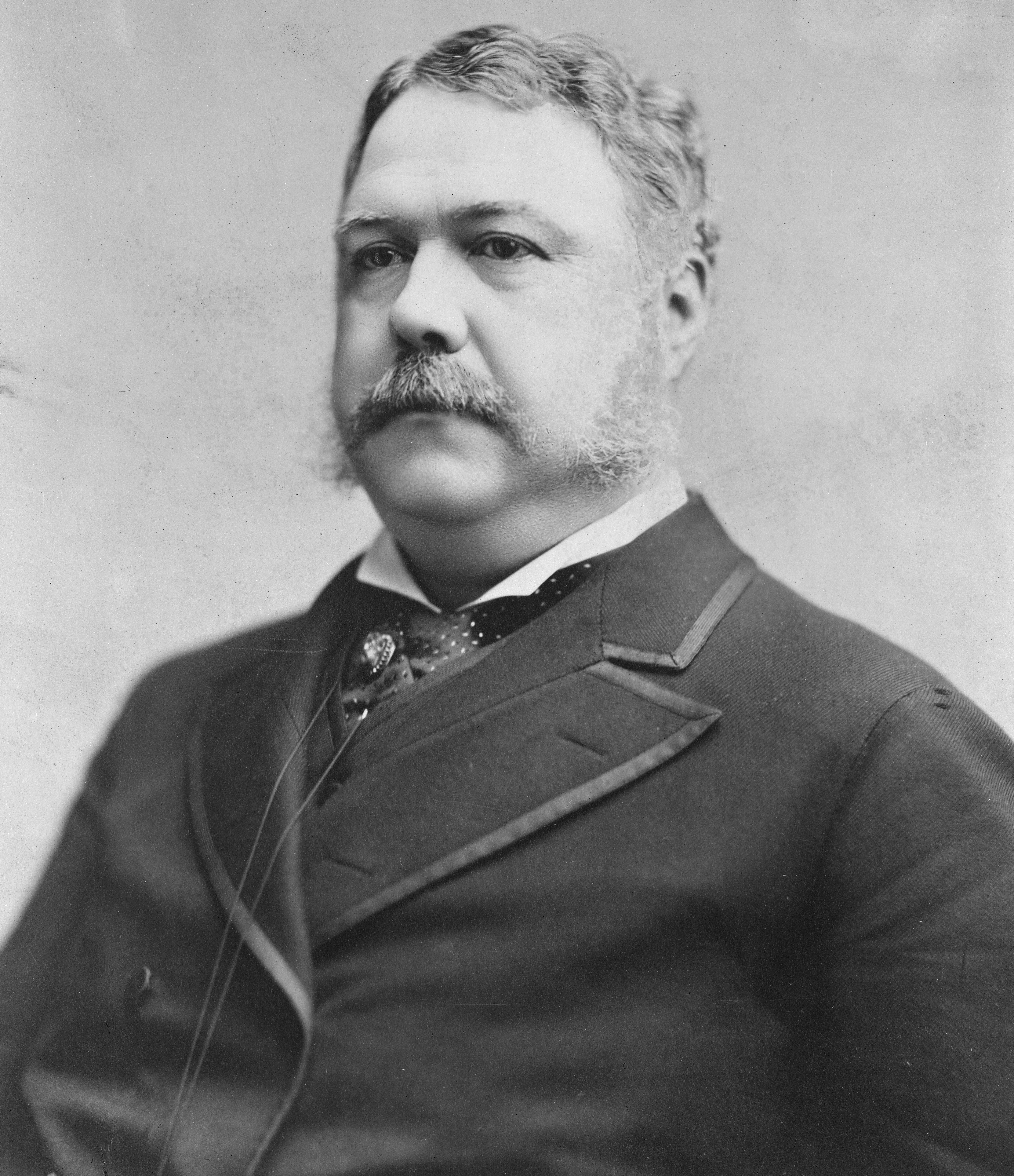
大統領チェスター・A・アーサー、バーモント州出身
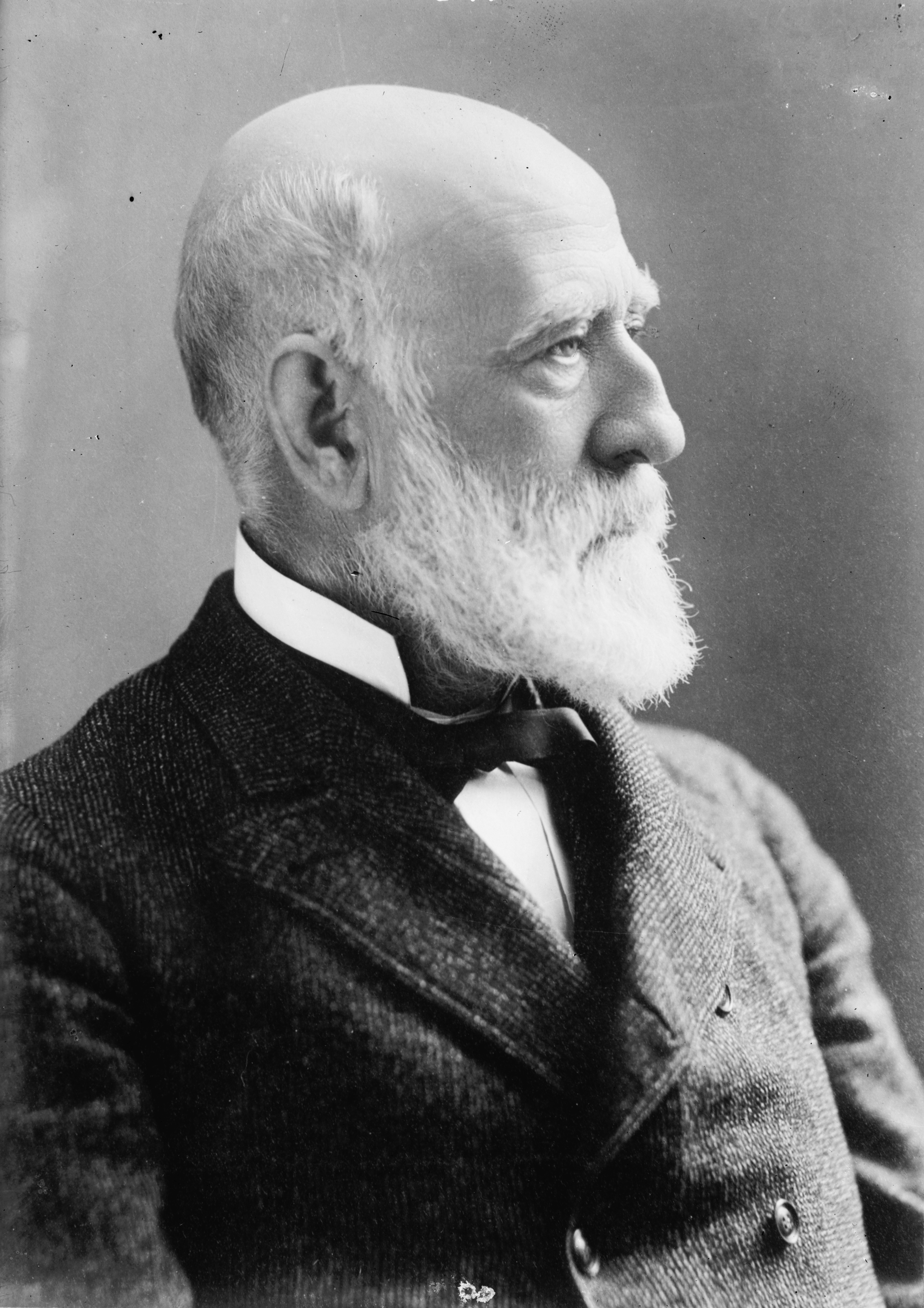
上院議員ジョージ・F・エドマンズ、バーモント州出身
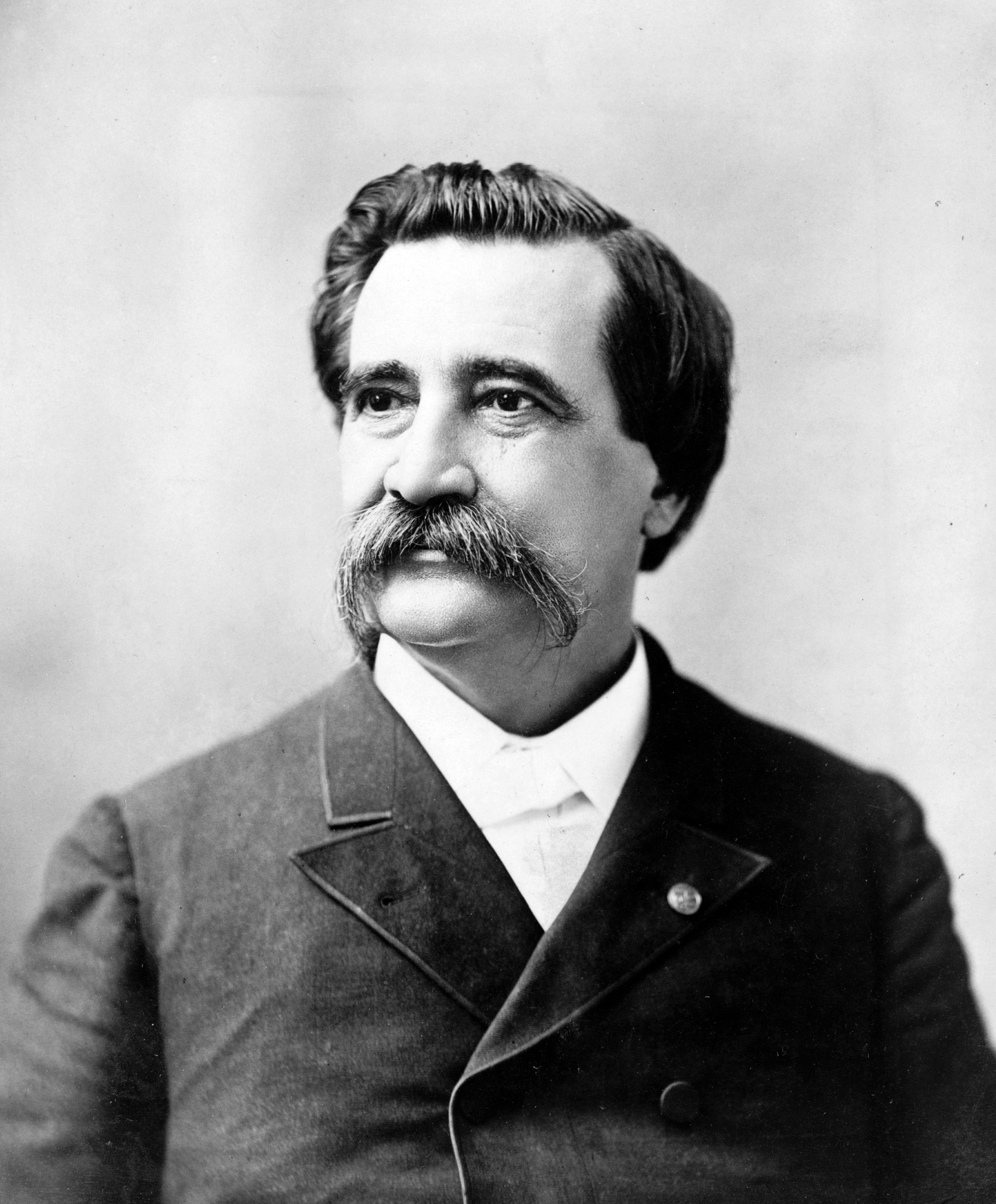
上院議員ジョン・A・ローガン、イリノイ州出身

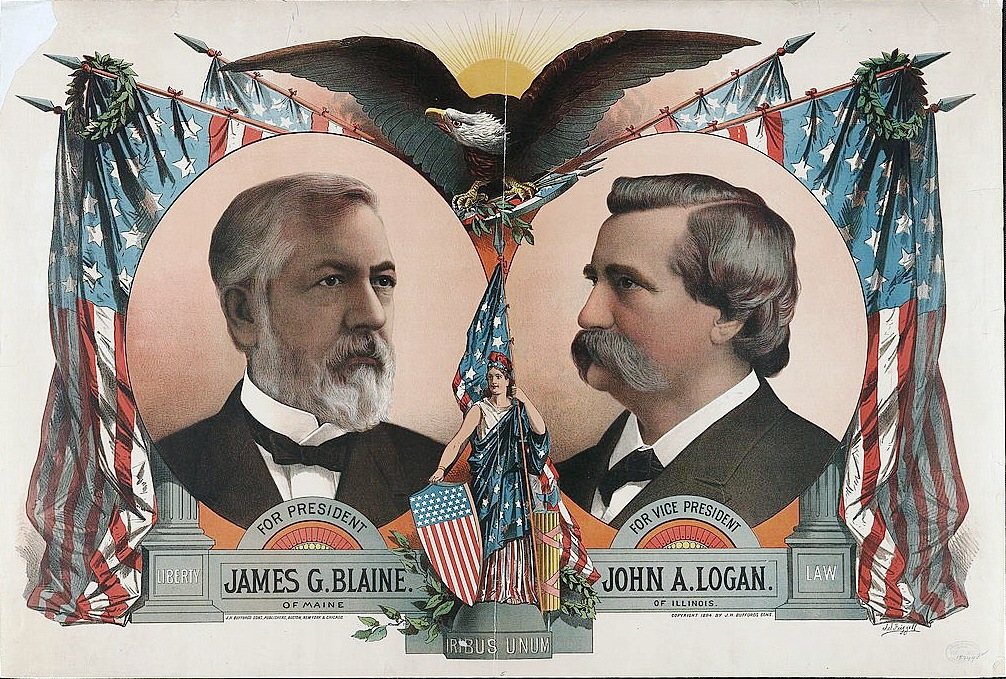
共和党の旗印

共和党はシカゴで全国党大会を開催し、元下院議長のジェイムズ・G・ブレイン、現職大統領のチェスター・A・アーサーおよびバーモント州選出のアメリカ合衆国上院議員ジョージ・F・エドマンズが有力候補になった。第1回目の投票ではブレインが1位、アーサーが2位、エドマンズが3位だった。その後の投票でもこの順位は変わらず、ブレインが差を広げ、4回目の投票で過半数を獲得した。ブレインの指名後、イリノイ州選出のアメリカ合衆国上院議員ジョン・A・ローガンを副大統領候補に指名した。
有名な南北戦争の将軍、ウィリアム・テカムセ・シャーマンが共和党の有力候補とも考えられたが、シャーマンの誓約と呼ばれるもの、すなわち「もし招集されても私は出ない。もし指名されても受けない。もし選ばれても就任しない」という言葉で除外された。

### 民主党の指名
民主党の指名候補者

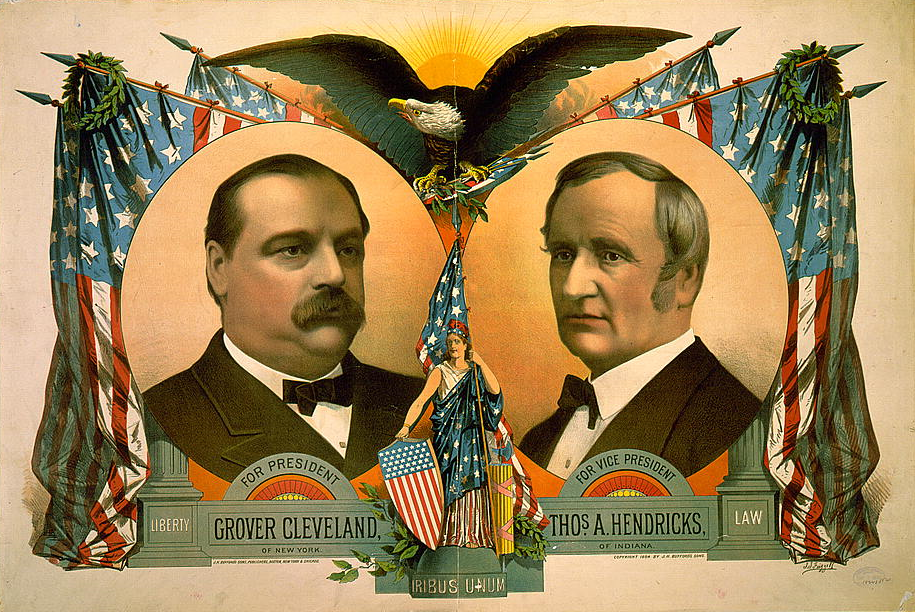
民主党の旗印

- グロバー・クリーブランド、ニューヨーク州知事
- トマス・F・ベイアード、デラウェア州選出アメリカ合衆国上院議員
- トーマス・A・ヘンドリックス、元インディアナ州知事
- アレン・G・サーマン、オハイオ州選出元アメリカ合衆国上院議員
- サミュエル・J・ランドール、ペンシルベニア州選出アメリカ合衆国下院議員
- ジョセフ・E・マクドナルド、インディアナ州選出アメリカ合衆国上院議員
- ジョン・G・カーライル、ケンタッキー州選出アメリカ合衆国下院議員

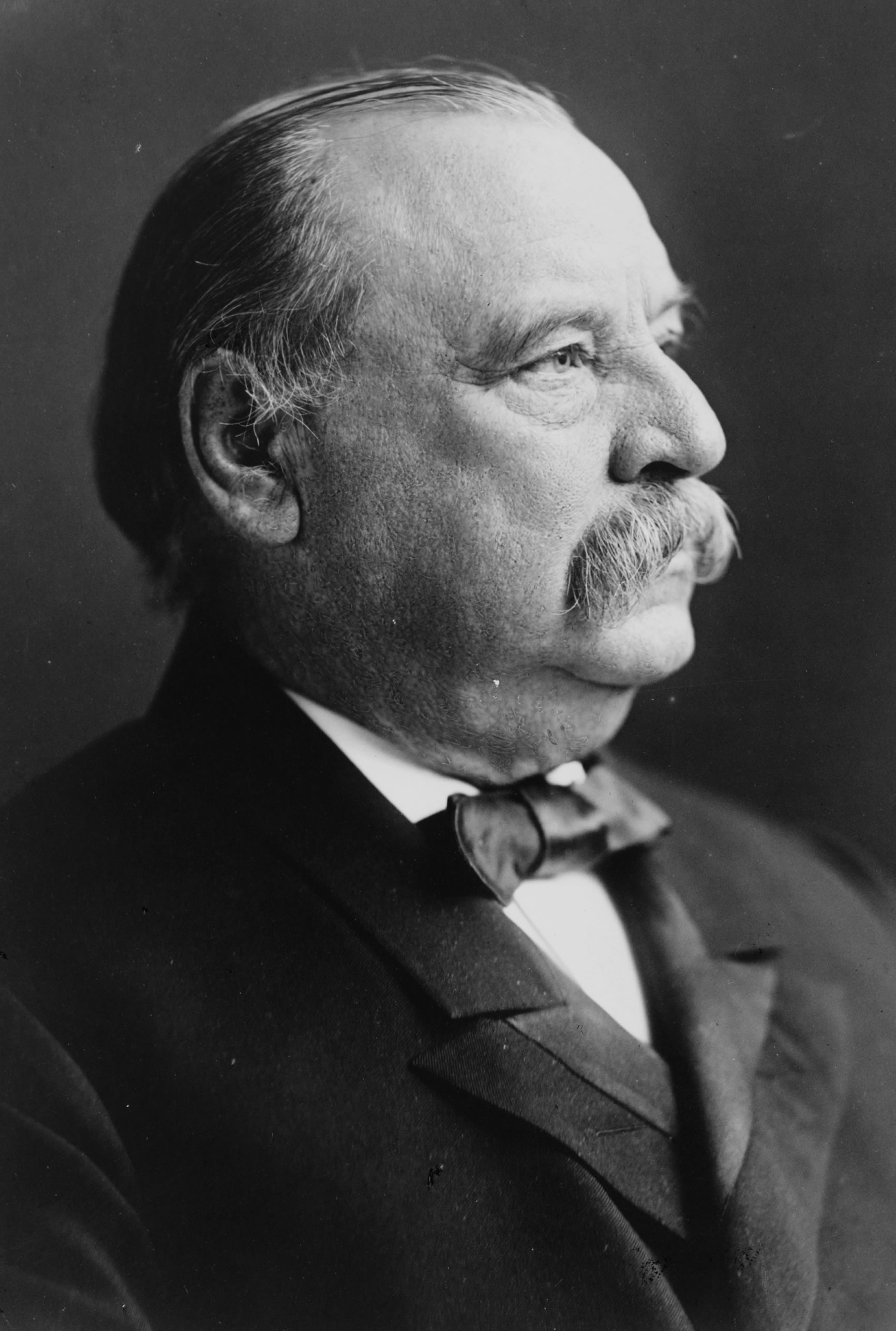
州知事グロバー・クリーブランド、ニューヨーク州出身
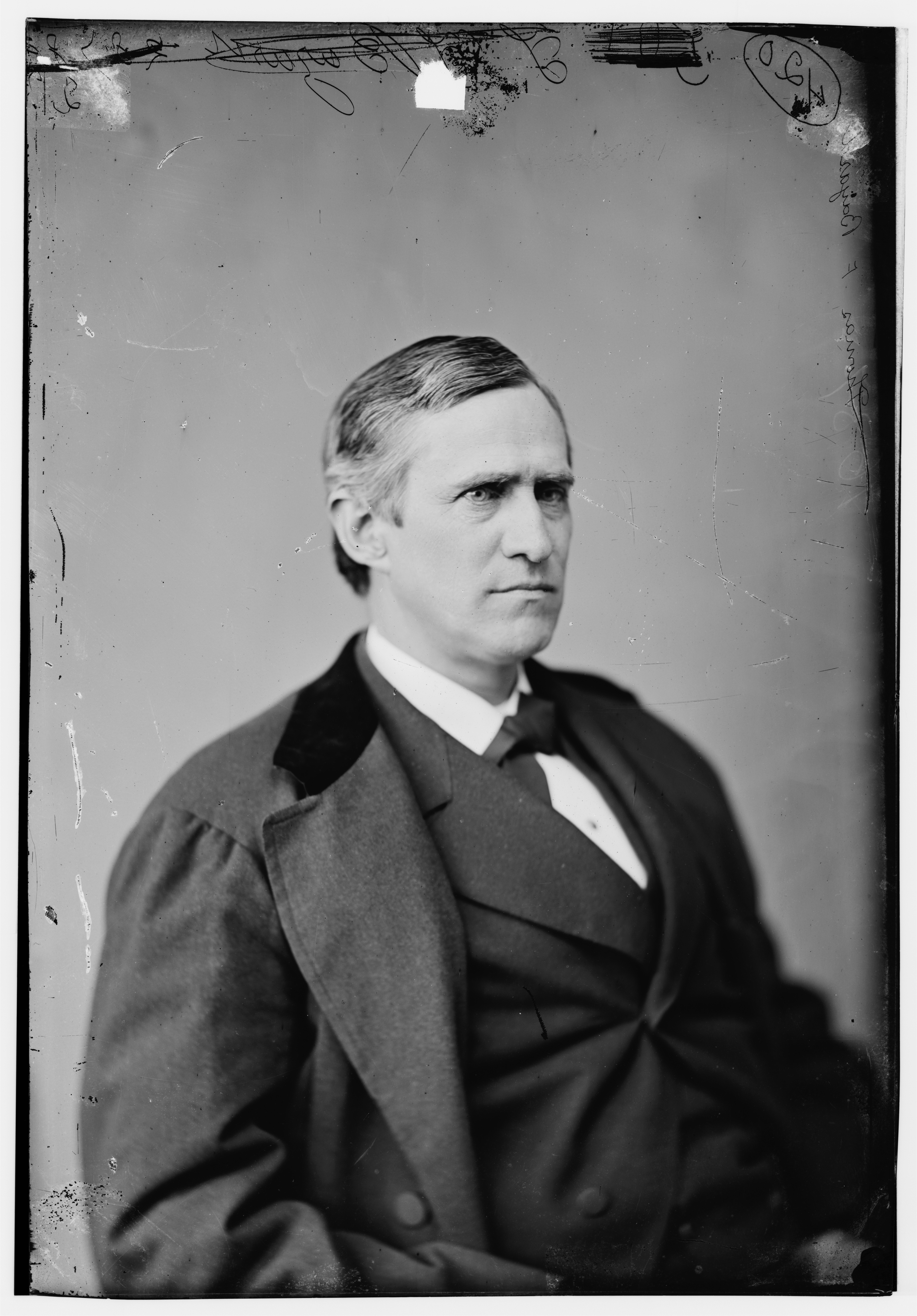
上院議員トマス・F・ベイアード、デラウェア州出身
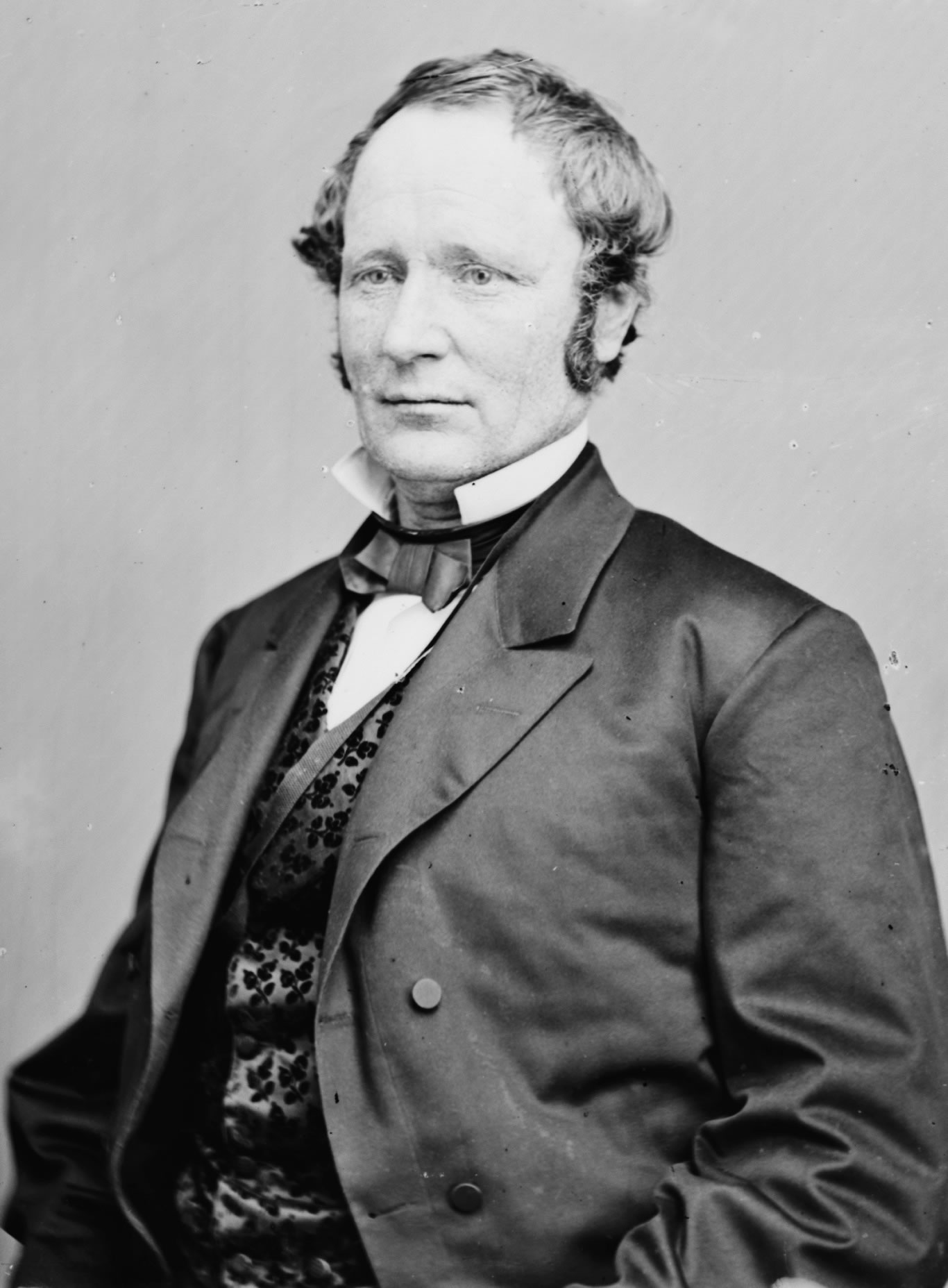
元州知事トーマス・A・ヘンドリックス、インディアナ州出身
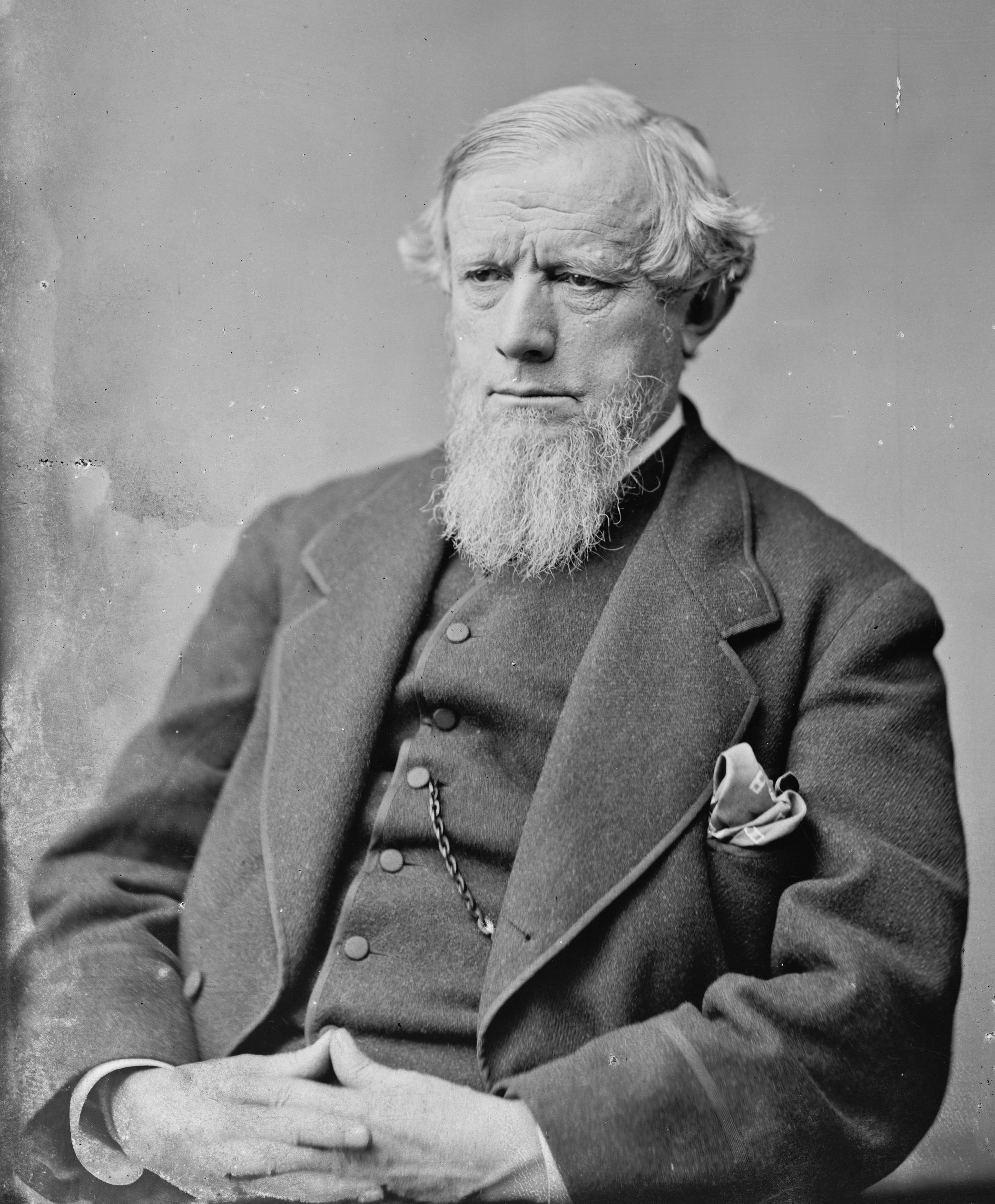
元上院議員アレン・G・サーマン、オハイオ州出身
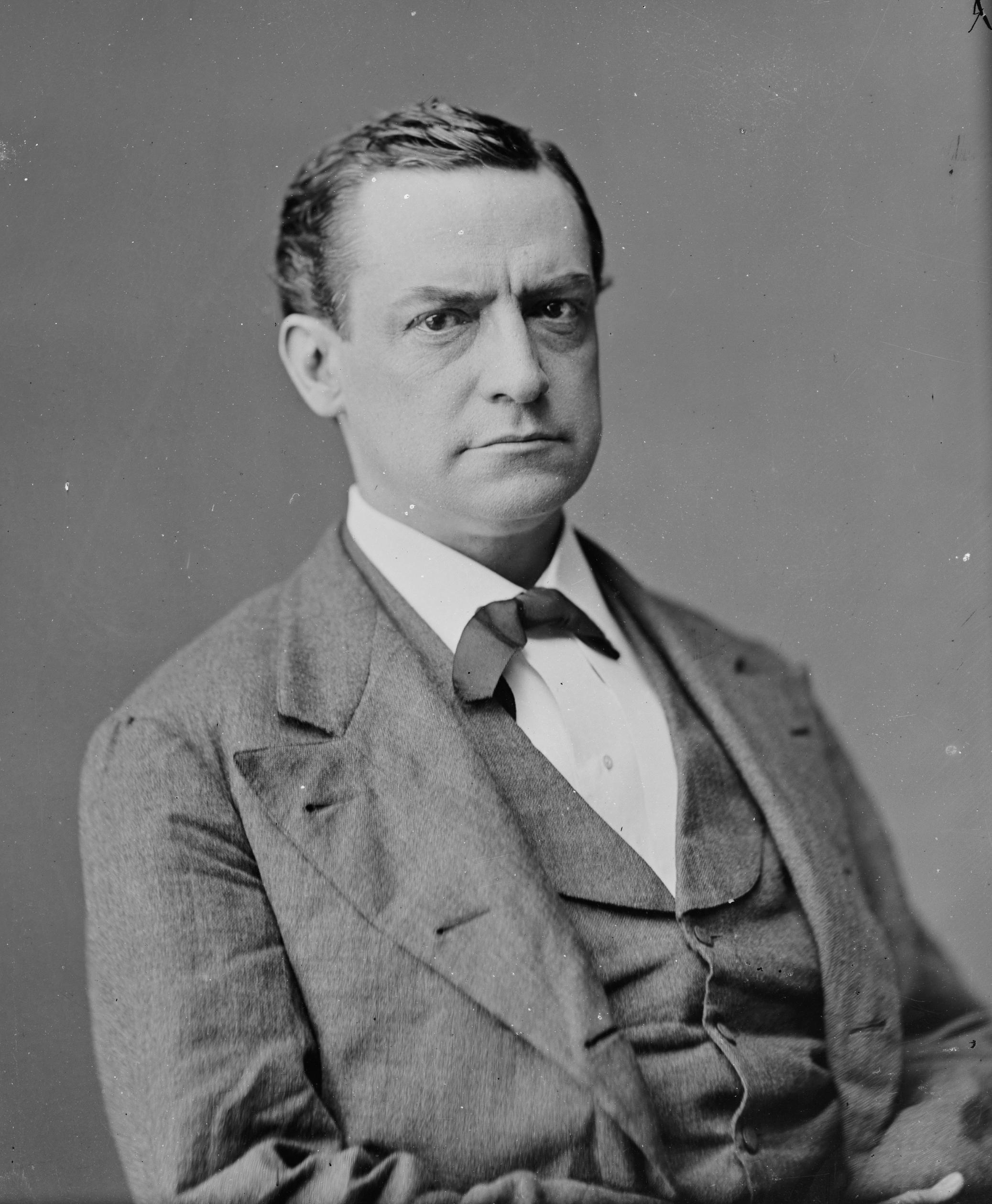
下院議員サミュエル・J・ランドール、ペンシルベニア州出身
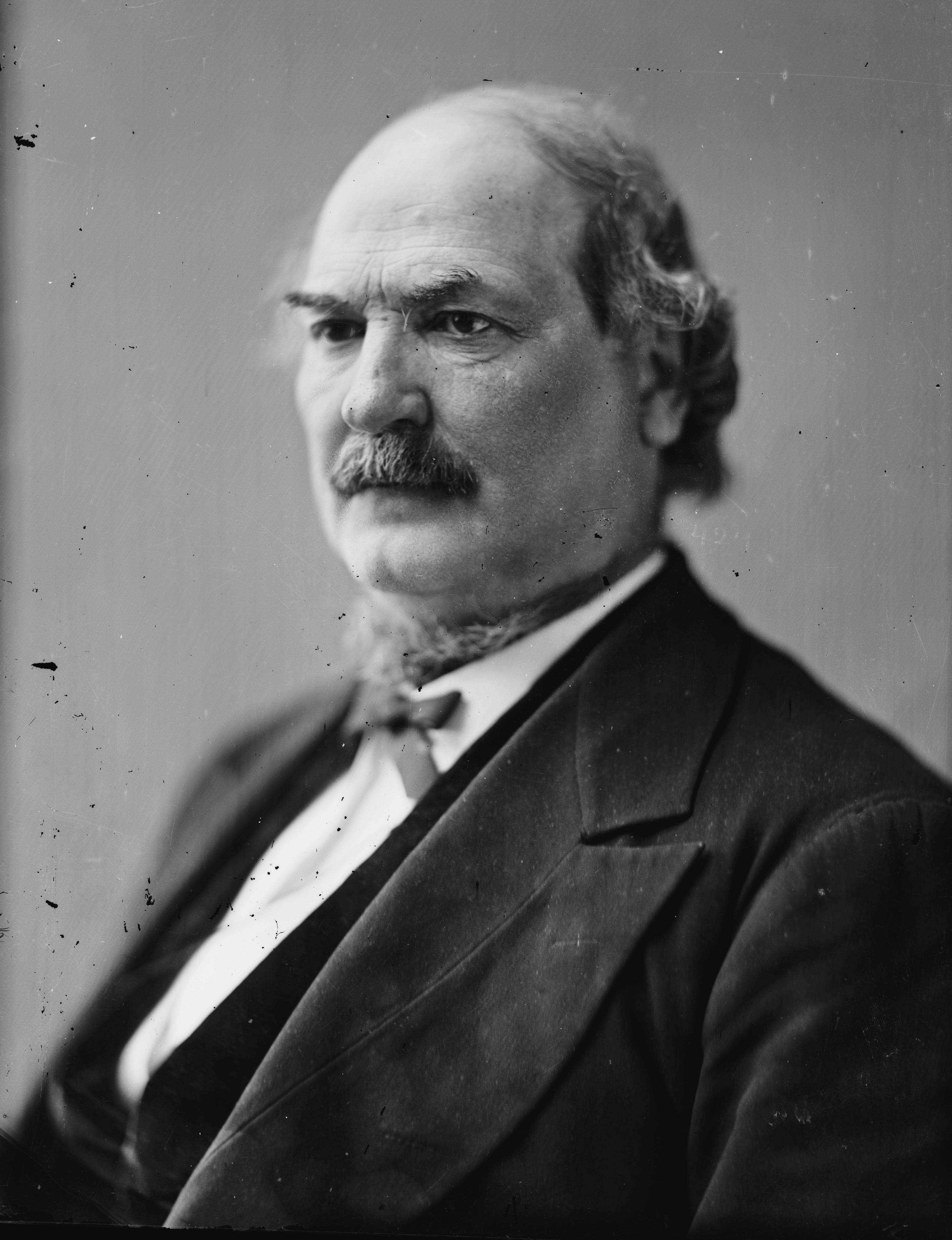
上院議員ジョセフ・E・マクドナルド、インディアナ州出身
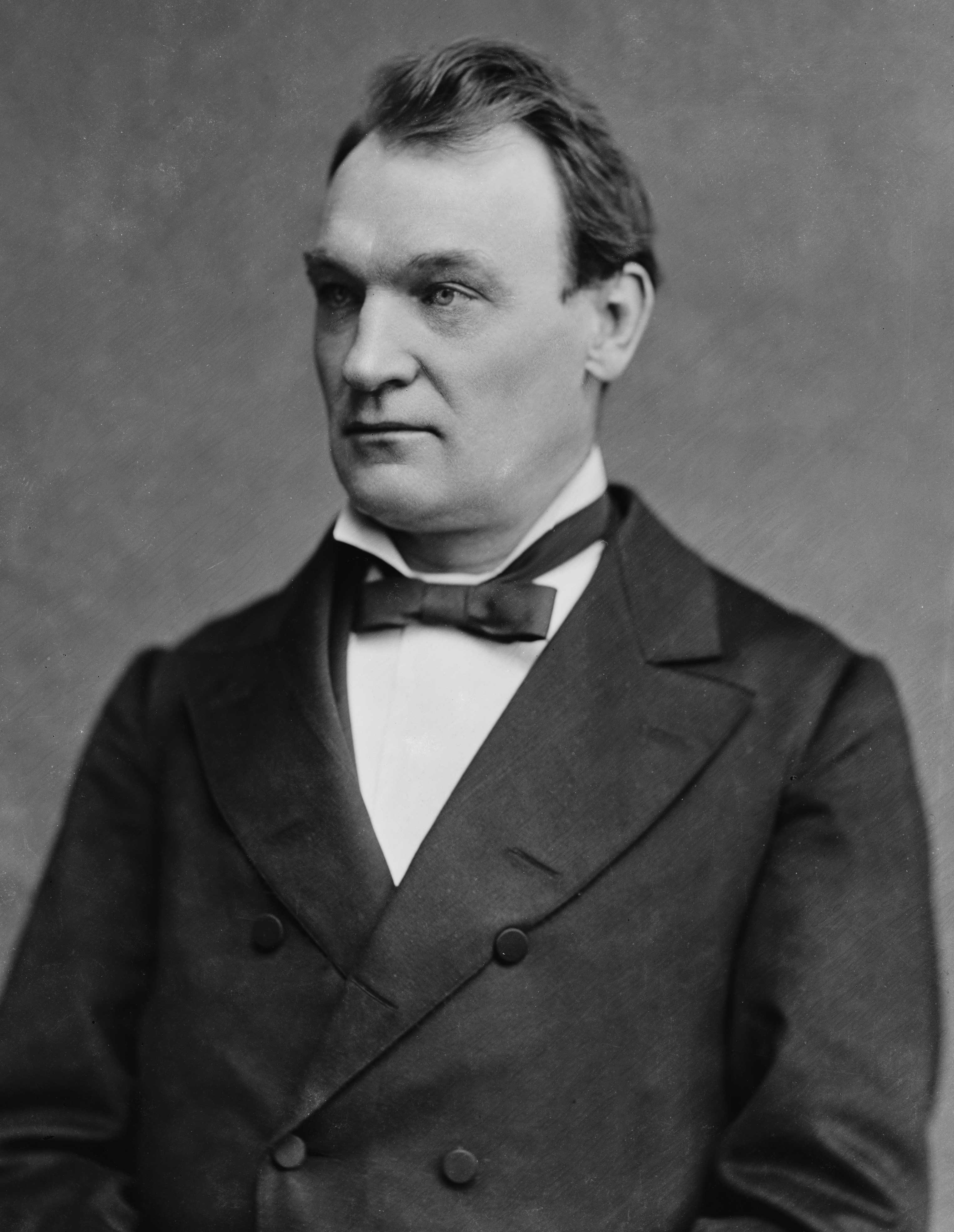
下院議員ジョン・G・カーライル、ケンタッキー州出身

民主党の全国党大会もシカゴで開催され、ニューヨーク州知事のグロバー・クリーブランドを大統領候補に選んだ。他の指名候補、トマス・F・ベイアード、トマス・A・ヘンドリックス、アレン・G・サーマン、サミュエル・J・ランドール、ジョセフ・E・マクドナルドおよびジョン・G・カーライルは4年前の指名候補であり落選していたが、その彼らを破った。ヘンドリックスは副大統領候補の指名を受けた。

### 平等党の指名

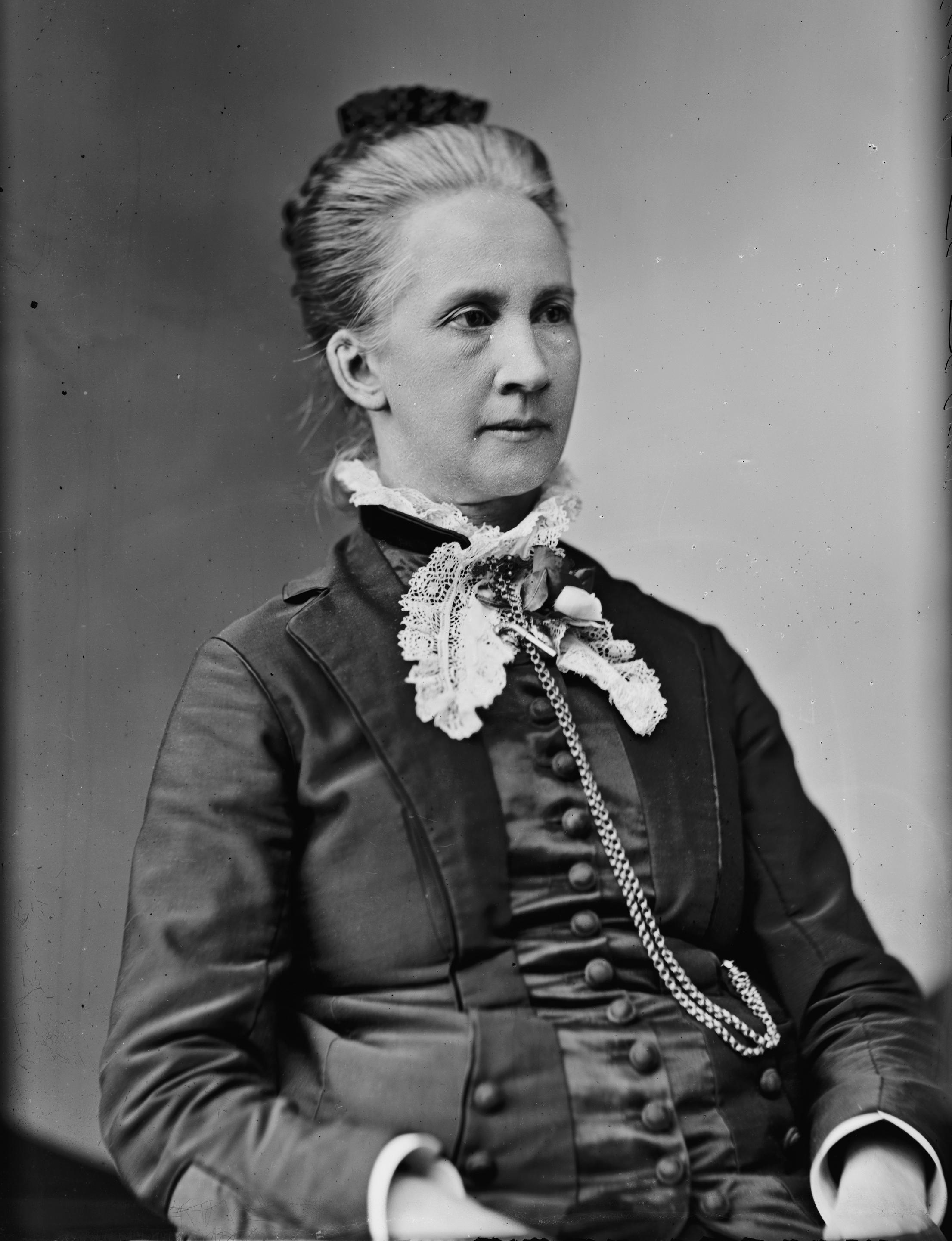
ベルバ・ロックウッド、検事

女性参政権運動に対する2大政党の男性達による抵抗に不満を抱いた女性の小集団が1884年にこの第3の政党結党を宣言した。ワシントンD.C.の検察官ベルバ・アン・ロックウッドが、まだアメリカ合衆国の女性は投票権が無かったにも拘らず、その候補者指名に同意した。彼女は「私は投票できないが投票はしてもらえる」と言った。大統領職を求めた選挙戦を完全に戦った最初の女性となった（1872年のビクトリア・ウッドハルは限られた選挙運動を実行した）。平等党は資金が無かったがロックウッドは運動の旅行費用を賄うために講義を行った。ロックウッドの獲得した票は5,000票に満たなかったが、女性は政治に興味があり、良い候補者になり得るという重要な市民としての教訓を国民に教えた。

### グリーンバック党・反独占党の指名

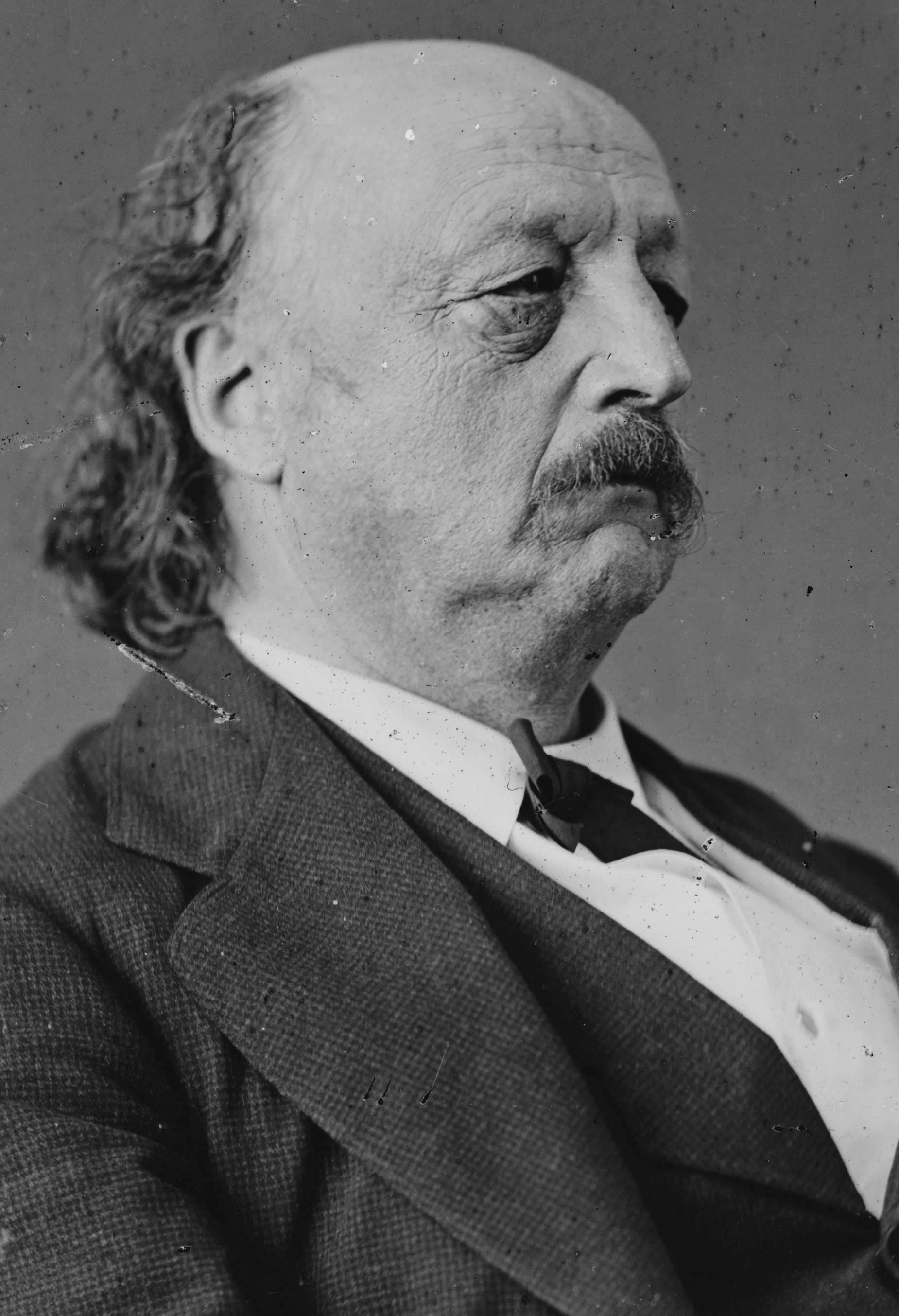
ベンジャミン・フランクリン・バトラー、前マサチューセッツ州知事
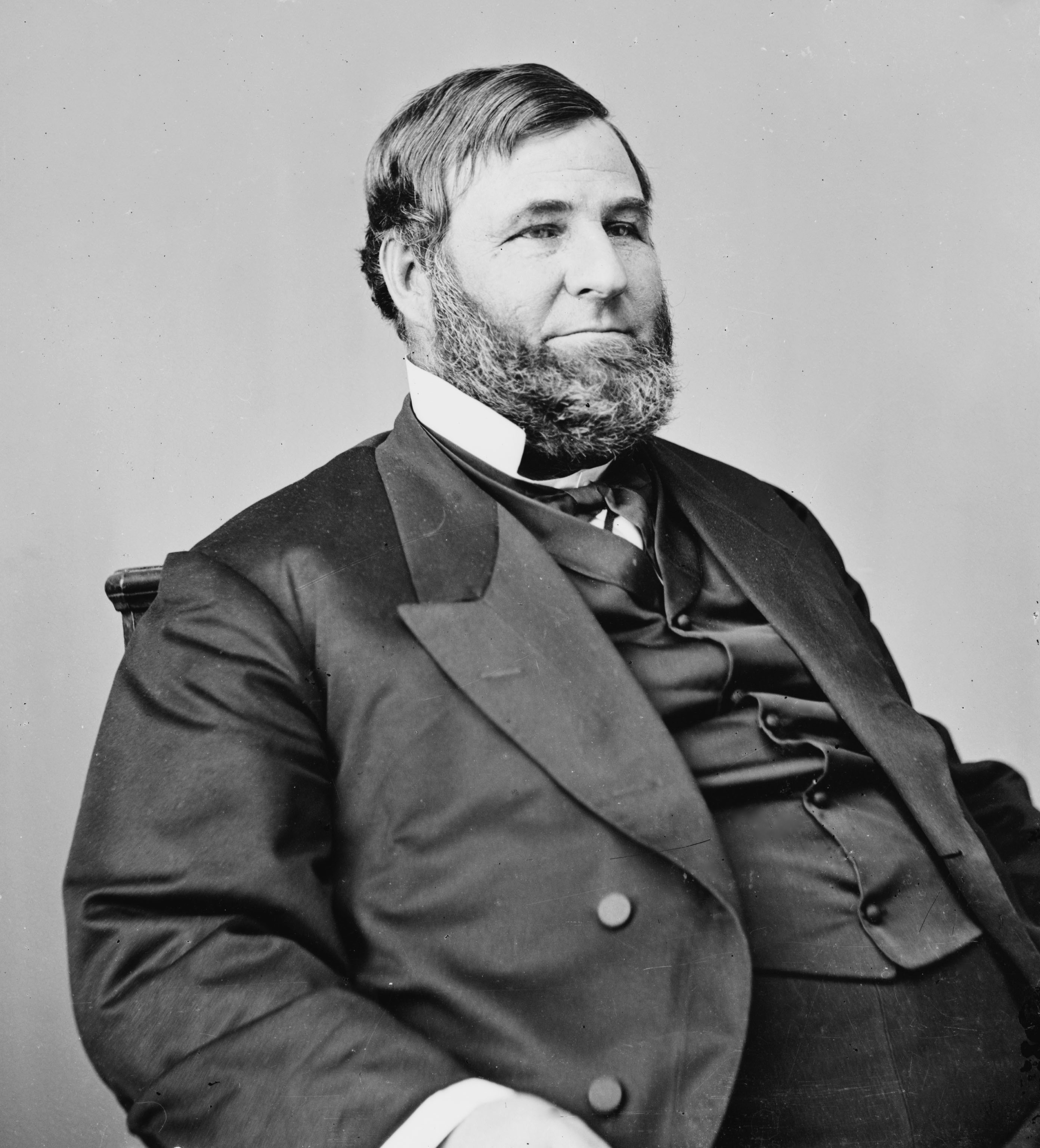
デイヴィッド・デイヴィス（英語版）、イリノイ州選出元上院議員

グリーンバック労働党はその党名から「労働」をはずし、南北戦争の将軍ベンジャミン・フランクリン・バトラーを大統領候補に、南軍の将軍アブソロム・M・ウエストを副大統領候補に選んだ。相前後してバトラーは、反独占党からも候補者に指名され、両党の共同公認で本選挙を戦うこととなった。

### 禁酒党の指名

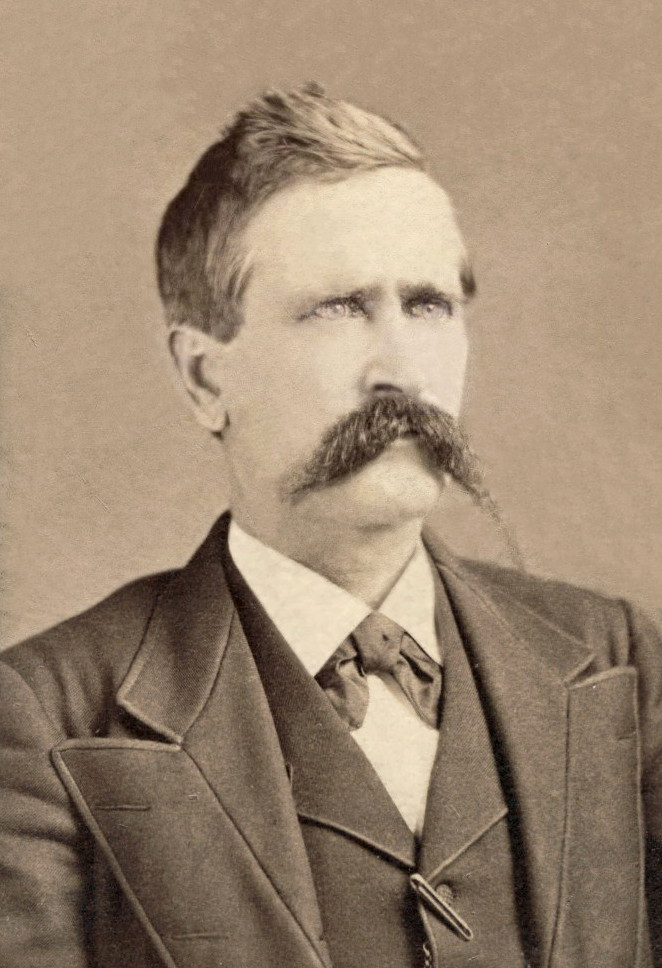
ジョン・セントジョン、元カンサス州知事

禁酒主義者は3回目の大統領選挙に、ジョン・セントジョンを大統領候補に、ウィリアム・ダニエルを副大統領候補に選んだ。分かりやすい単一命題の禁酒党の綱領はアルコール飲料の刑罰化を訴えた。

## 一般選挙

### 選挙運動

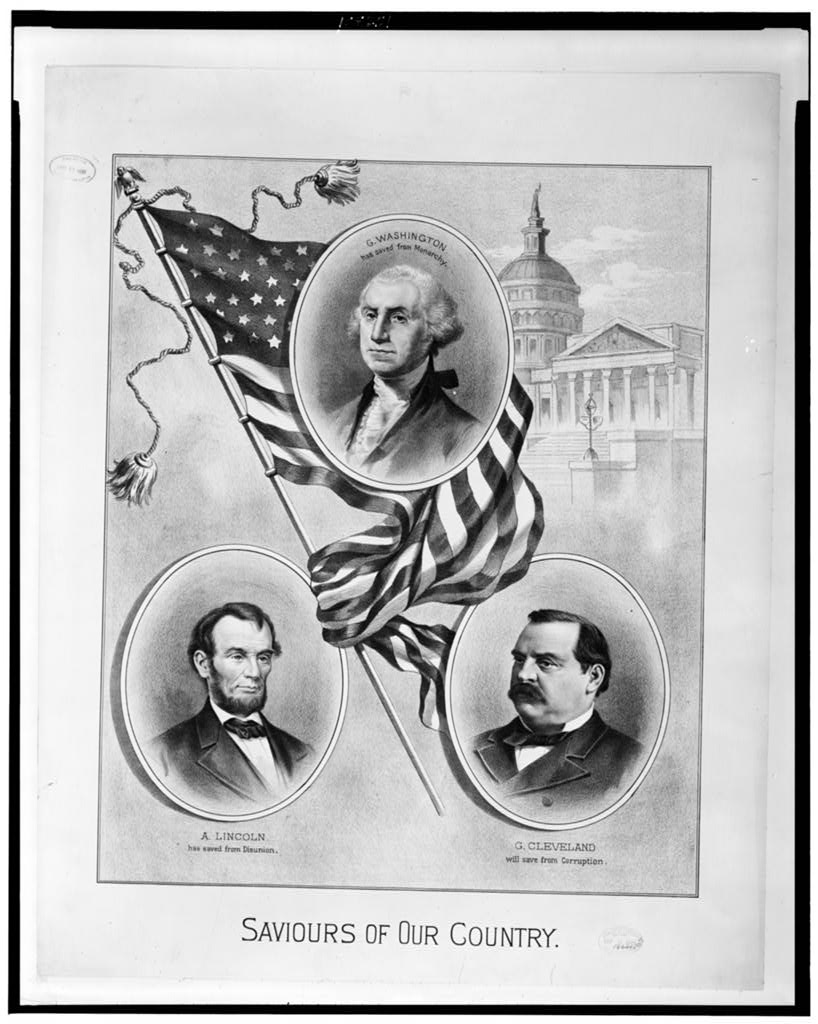
クリーブランドをワシントンやリンカーンと並べた選挙ポスター

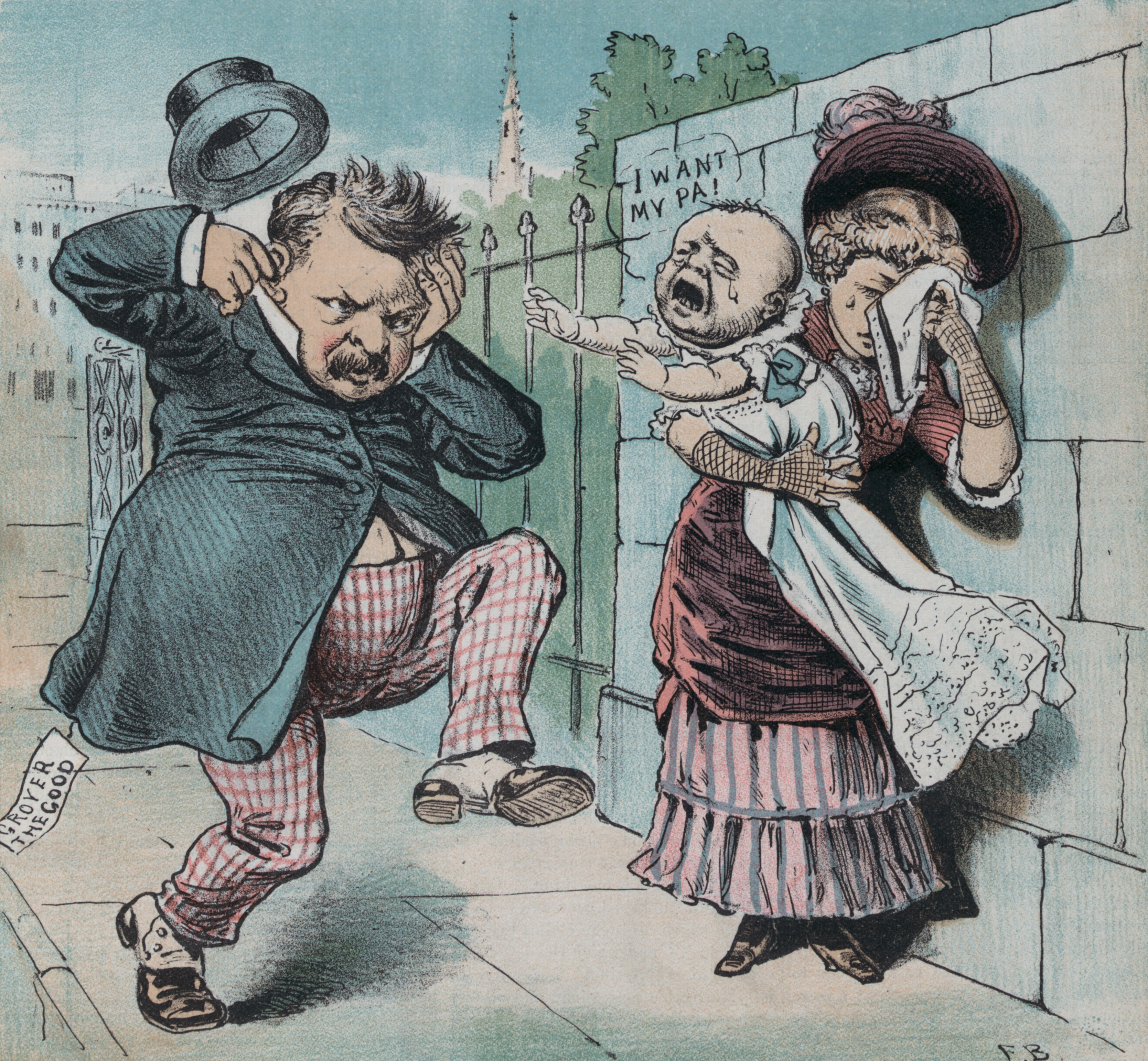
クリーブランドの隠し子騒動を攻撃する選挙ポスター

個人の性格の問題がこの選挙運動を特徴付けた。元下院議長のブレインは「マリガンの手紙」という汚点のために、過去2回の大統領選挙で共和党の候補者指名を得られなかった。1876年、ジェイムズ・マリガンというボストンの簿記係が、ブレインが議会におけるその影響力を様々な事業に利用して儲けたことを示す幾つかの手紙を見つけた。そのような手紙の一つの最後の文句は「この手紙を燃やせ」となっており、そのことから民主党の選挙スローガンは「燃やせ、燃やせ、この手紙を燃やせ」になった。一つの取引で、リトルロック&フォートスミス鉄道から、数多ある中でも連邦政府の土地特許を確保した報酬としてブレインは110,150ドル（2005年の貨幣価値で150万ドル）を得ていた。民主党と反ブレイン共和党員はブレインの誠実さに対して際限の無い攻撃を掛けた。一方、ニューヨーク州知事のクリーブランドは、その個性としての高潔さで「善良なるグロバー」として知られていた。それ以前のバッファロー市長として、また州知事を務めた期間に、タマニーホールの収賄をかなりの量で浄化していた。
しかし、7月21日のバッファローの「イブニング・テレグラフ」紙は、クリーブランドが婚姻によらない1児の父となり、その子供は孤児になって、母親は保護施設に入ったと報じた時に大きな衝撃が走った。クリーブランドの選挙参謀は率直さがこのスキャンダルに対処する最良の方法と決めた。彼らはクリーブランドがその母親と「不義の関係」をなし、子供が産まれ、クリーブランドの姓を与えられたことを認めた。さらにクリーブランドが父親であるという証拠は無いとも述べ、その責任を取って子供に家を見つけることでその義務を果たしているだけだと主張した。最終的に母親は強制的に保護施設に入れられたのではなく、行方不明になっていることを示した。ブレインの支持者はクリーブランドを最も強い言葉で非難した。しかし、クリーブランドの選挙運動のやり方がうまく運び、選挙日まで接戦を続けた。実際に多くの共和党改革派はブレインのスキャンダルに嫌悪感を持ち、クリーブランド選出に動いた。これら改革派は「マグワンプス」と呼ばれた。
勝敗を決定的にしたのは、選挙期間の最終週だった。ブレインが出席した共和党の集会で、ニューヨーク州の牧師の一団がマグワンプを厳しく非難していたが、その中の一人で長老派教会牧師だったサミュエル・バーチャード牧師がこう発言したのである。
| 「 | 我々は共和党員であり、その素性が厄介者でローマ・カトリック教徒で反逆者である者を離党せよとは言わず、党員であるとは思わない。 | 」 |

バーチャードのあからさまなカトリックへの攻撃には、ブレインばかりか同席していた新聞記者すら気付かなかったが、集会に紛れ込んだ一人の民主党員がクリーブランド陣営に知らせ、忽ち攻撃の材料となってしまった。結果としてニューヨーク市のカトリック教徒のブレインに対する反感を買い、ニューヨーク州の一般投票では僅差でブレインが敗れることになった。

### 結果
| 大統領選の結果                                          |                               |            |            |              |                                            |              |
| 大統領候補者 出身州                                     | 党                            | 得票数     | 得票率     | 選挙人得票数 | 副大統領候補者 出身州                      | 選挙人得票数 |
| グロバー・クリーブランド ニューヨーク州                 | 民主党                        | 4,874,621  | 48.5%      | 219          | トーマス・A・ヘンドリックス インディアナ州 | 219          |
| ジェイムズ・G・ブレイン メイン州                        | 共和党                        | 4,848,936  | 48.2%      | 182          | ジョン・A・ローガン イリノイ州             | 182          |
| ベンジャミン・フランクリン・バトラー マサチューセッツ州 | グリーンバック党 反モノポリ党 | 175,096    | 1.7%       | 0            | アブソロム・M・ウエスト ミシシッピ州       | 0            |
| ジョン・セントジョン カンザス州                         | 禁酒党                        | 147,482    | 1.5%       | 0            | ウィリアム・ダニエル メリーランド州        | 0            |
| その他                                                  | -                             | 3,619      | 0.0%       | 0            | -                                          | 0            |
| 合計                                                    | 合計                          | 10,049,754 | 100%       | 401          | -                                          | 401          |
| 選出必要数                                              | 選出必要数                    | 選出必要数 | 選出必要数 | 201          | -                                          | 201          |

### 州ごとの結果
出典: データは Walter Dean Burnhamより引用, Presidential ballots, 1836-1892 (Johns Hopkins University Press, 1955) pp 247–57.
| クリーブランド/ヘンドリックスが勝利した州 |
| ブレイン/ローガンが勝利した州             |

|                      |          | グロバー・クリーブランド 民主党 | グロバー・クリーブランド 民主党 | グロバー・クリーブランド 民主党 | ジェームズ・ブレイン 共和党 | ジェームズ・ブレイン 共和党 | ジェームズ・ブレイン 共和党 | ジョン・セントジョン 禁酒党 | ジョン・セントジョン 禁酒党 | ジョン・セントジョン 禁酒党 | ベンジャミン・バトラー グリーンバック党 | ベンジャミン・バトラー グリーンバック党 | ベンジャミン・バトラー グリーンバック党 | 票差    | 票差   | 州の合計   | 州の合計 |
| 州                   | 選挙人数 | #                               | %                               | 選挙人数                        | #                           | %                           | 選挙人数                    | #                           | %                           | 選挙人数                    | #                                       | %                                       | 選挙人数                                | #       | %      | #          |          |
| -------------------- | -------- | ------------------------------- | ------------------------------- | ------------------------------- | --------------------------- | --------------------------- | --------------------------- | --------------------------- | --------------------------- | --------------------------- | --------------------------------------- | --------------------------------------- | --------------------------------------- | ------- | ------ | ---------- | -------- |
| アラバマ州           | 10       | 92,736                          | 60.37                           | 10                              | 59,444                      | 38.69                       | -                           | 610                         | 0.40                        | -                           | 762                                     | 0.50                                    | -                                       | 33,292  | 21.67  | 153,624    | AL       |
| アーカンソー州       | 7        | 72,734                          | 57.83                           | 7                               | 51,198                      | 40.70                       | -                           | -                           | -                           | -                           | 1,847                                   | 1.47                                    | -                                       | 21,536  | 17.12  | 125,779    | AR       |
| カルフォルニア州     | 8        | 89,288                          | 45.33                           | -                               | 102,369                     | 51.97                       | 8                           | 2,965                       | 1.51                        | -                           | 2,037                                   | 1.03                                    | -                                       | -13,081 | -6.64  | 196,988    | CA       |
| コロラド州           | 3        | 27,723                          | 41.68                           | -                               | 36,084                      | 54.25                       | 3                           | 756                         | 1.14                        | -                           | 1,956                                   | 2.94                                    | -                                       | -8,361  | -12.57 | 66,519     | CO       |
| コネチカット州       | 6        | 67,182                          | 48.95                           | 6                               | 65,898                      | 48.01                       | -                           | 2,493                       | 1.82                        | -                           | 1,684                                   | 1.23                                    | -                                       | 1,284   | 0.94   | 137,257    | CT       |
| デラウェア州         | 3        | 16,957                          | 56.55                           | 3                               | 12,953                      | 43.20                       | -                           | 64                          | 0.21                        | -                           | 10                                      | 0.03                                    | -                                       | 4,004   | 13.35  | 29,984     | DE       |
| フロリダ州           | 4        | 31,769                          | 52.96                           | 4                               | 28,031                      | 46.73                       | -                           | 72                          | 0.12                        | -                           | -                                       | -                                       | -                                       | 3,738   | 6.23   | 59,990     | FL       |
| ジョージア州         | 12       | 94,667                          | 65.92                           | 12                              | 48,603                      | 33.84                       | -                           | 195                         | 0.14                        | -                           | 145                                     | 0.10                                    | -                                       | 46,064  | 32.08  | 143,610    | GA       |
| イリノイ州           | 22       | 312,351                         | 46.43                           | -                               | 337,469                     | 50.17                       | 22                          | 12,074                      | 1.79                        | -                           | 10,776                                  | 1.60                                    | -                                       | -25,118 | -3.73  | 672,670    | IL       |
| インディアナ州       | 15       | 245,005                         | 49.46                           | 15                              | 238,489                     | 48.15                       | -                           | 3,028                       | 0.61                        | -                           | 8,810                                   | 1.78                                    | -                                       | 6,516   | 1.32   | 495,332    | IN       |
| アイオワ州           | 13       | 177,316                         | 47.01                           | -                               | 197,089                     | 52.25                       | 13                          | 1,499                       | 0.40                        | -                           | -                                       | -                                       | -                                       | -19,773 | -5.24  | 377,201    | IA       |
| カンザス州           | 9        | 90,132                          | 33.90                           | -                               | 154,406                     | 58.08                       | 9                           | 4,495                       | 1.69                        | -                           | 16,346                                  | 6.15                                    | -                                       | -64,274 | -24.18 | 265,848    | KS       |
| ケンタッキー州       | 13       | 152,961                         | 55.32                           | 13                              | 118,690                     | 42.93                       | -                           | 3,139                       | 1.14                        | -                           | 1,691                                   | 0.61                                    | -                                       | 34,271  | 12.40  | 276,481    | KY       |
| ルイジアナ州         | 8        | 62,594                          | 57.22                           | 8                               | 46,347                      | 42.37                       | -                           | 338                         | 0.31                        | -                           | 120                                     | 0.11                                    | -                                       | 16,247  | 14.85  | 109,399    | LA       |
| メイン州             | 6        | 52,153                          | 39.97                           | -                               | 72,217                      | 55.34                       | 6                           | 2,160                       | 1.66                        | -                           | 3,955                                   | 3.03                                    | -                                       | -20,064 | -15.38 | 130,491    | ME       |
| メリーランド州       | 8        | 96,866                          | 52.07                           | 8                               | 85,748                      | 46.10                       | -                           | 2,827                       | 1.52                        | -                           | 578                                     | 0.31                                    | -                                       | 11,118  | 5.98   | 186,019    | MD       |
| マサチューセッツ州   | 14       | 122,352                         | 40.33                           | -                               | 146,724                     | 48.36                       | 14                          | 9,923                       | 3.27                        | -                           | 24,382                                  | 8.04                                    | -                                       | -24,372 | -8.03  | 303,383    | MA       |
| ミシガン州           | 13       | 189,361                         | 47.20                           | -                               | 192,669                     | 48.02                       | 13                          | 18,403                      | 4.59                        | -                           | 753                                     | 0.19                                    | -                                       | -3,308  | -0.82  | 401,186    | MI       |
| ミネソタ州           | 7        | 70,065                          | 36.87                           | -                               | 111,685                     | 58.78                       | 7                           | 4,684                       | 2.47                        | -                           | 3,583                                   | 1.89                                    | -                                       | -41,620 | -21.90 | 190,017    | MN       |
| ミシシッピ州         | 9        | 77,653                          | 64.34                           | 9                               | 43,035                      | 35.66                       | -                           | -                           | -                           | -                           | -                                       | -                                       | -                                       | 34,618  | 28.68  | 120,688    | MS       |
| ミズーリ州           | 16       | 236,023                         | 53.49                           | 16                              | 203,081                     | 46.02                       | -                           | 2,164                       | 0.49                        | -                           | -                                       | -                                       | -                                       | 32,942  | 7.47   | 441,268    | MO       |
| ネブラスカ州         | 5        | 54,391                          | 40.53                           | -                               | 76,912                      | 57.31                       | 5                           | 2,899                       | 2.1600                      | -                           | -                                       | -                                       | -                                       | -22,521 | -16.78 | 134,202    | NE       |
| ネバダ州             | 3        | 5,578                           | 43.59                           | -                               | 7,193                       | 56.21                       | 3                           | -                           | -                           | -                           | 26                                      | 0.20                                    | -                                       | -1,615  | -12.62 | 12,797     | NV       |
| ニューハンプシャー州 | 4        | 39,198                          | 46.34                           | -                               | 43,254                      | 51.14                       | 4                           | 1,580                       | 1.87                        | -                           | 554                                     | 0.65                                    | -                                       | -4,056  | -4.80  | 84,586     | NH       |
| ニュージャージー州   | 9        | 127,798                         | 48.98                           | 9                               | 123,440                     | 47.31                       | -                           | 6,159                       | 2.36                        | -                           | 3,496                                   | 1.34                                    | -                                       | 4,358   | 1.67   | 260,921    | NJ       |
| ニューヨーク州       | 36       | 563,154                         | 48.25                           | 36                              | 562,005                     | 48.15                       | -                           | 25,006                      | 2.14                        | -                           | 17,004                                  | 1.46                                    | -                                       | 1,149   | 0.10   | 1,167,169  | NY       |
| ノースカロライナ州   | 11       | 142,905                         | 53.25                           | 11                              | 125,021                     | 46.59                       | -                           | 430                         | 0.16                        | -                           | -                                       | -                                       | -                                       | 17,884  | 6.66   | 268,356    | NC       |
| オハイオ州           | 23       | 368,280                         | 46.94                           | -                               | 400,082                     | 50.99                       | 23                          | 11,069                      | 1.41                        | -                           | 5,179                                   | 0.66                                    | -                                       | -31,802 | -4.05  | 784,610    | OH       |
| オレゴン州           | 3        | 24,604                          | 46.70                           | -                               | 26,860                      | 50.99                       | 3                           | 492                         | 0.93                        | -                           | 726                                     | 1.38                                    | -                                       | -2,256  | -4.28  | 52,682     | OR       |
| ペンシルベニア州     | 30       | 392,785                         | 43.46                           | -                               | 478,804                     | 52.97                       | 30                          | 15,283                      | 1.69                        | -                           | 16,992                                  | 1.88                                    | -                                       | -86,019 | -9.52  | 903,864    | PA       |
| ロードアイランド州   | 4        | 12,391                          | 37.81                           | -                               | 19,030                      | 58.07                       | 4                           | 928                         | 2.83                        | -                           | 422                                     | 1.29                                    | -                                       | -6,639  | -20.26 | 32,771     | RI       |
| サウスカロライナ州   | 9        | 69,845                          | 75.25                           | 9                               | 21,730                      | 23.41                       | -                           | -                           | -                           | -                           | -                                       | -                                       | -                                       | 48,115  | 51.84  | 92,812     | SC       |
| テネシー州           | 12       | 133,770                         | 51.45                           | 12                              | 124,101                     | 47.74                       | -                           | 1,150                       | 0.44                        | -                           | 957                                     | 0.37                                    | -                                       | 9,669   | 3.72   | 259,978    | TN       |
| テキサス州           | 13       | 225,309                         | 69.26                           | 13                              | 93,141                      | 28.63                       | -                           | 3,534                       | 1.09                        | -                           | 3,321                                   | 1.02                                    | -                                       | 132,168 | 40.63  | 325,305    | TX       |
| バーモント州         | 4        | 17,331                          | 29.18                           | -                               | 39,514                      | 66.52                       | 4                           | 1,753                       | 2.95                        | -                           | 785                                     | 1.32                                    | -                                       | -22,183 | -37.34 | 59,401     | VT       |
| バージニア州         | 12       | 145,491                         | 51.05                           | 12                              | 139,356                     | 48.90                       | -                           | 130                         | 0.05                        | -                           | -                                       | -                                       | -                                       | 6,135   | 2.15   | 284,977    | VA       |
| ウェストバージニア州 | 6        | 67,311                          | 50.94                           | 6                               | 63,096                      | 47.75                       | -                           | 939                         | 0.71                        | -                           | 799                                     | 0.60                                    | -                                       | 4,215   | 3.19   | 132,145    | WV       |
| ウィスコンシン州     | 11       | 146,453                         | 45.79                           | -                               | 161,135                     | 50.38                       | 11                          | 7,649                       | 2.39                        | -                           | 4,598                                   | 1.44                                    | -                                       | -14,682 | -4.59  | 319,835    | WI       |
| 合計:                | 401      | 4,914,482                       | 48.85                           | 219                             | 4,856,903                   | 48.28                       | 182                         | 150,890                     | 1.50                        | -                           | 134,294                                 | 1.33                                    | -                                       | 57,579  | 0.57   | 10,060,145 | US       |

### 接戦だった州
青字は民主党、赤字は共和党が勝利したことを示す。数字は得票率の差。
得票率差5%未満 (選挙人172):
1. ニューヨーク州, 0.10%
2. ミシガン州, 0.82%
3. コネチカット州, 0.94%
4. インディアナ州, 1.32%
5. ニュージャージー州, 1.67%
6. バージニア州, 2.15%
7. ウェストバージニア州, 3.19%
8. テネシー州, 3.72%
9. イリノイ州, 3.73%
10. オハイオ州, 4.05%
11. オレゴン州, 4.28%
12. ウィスコンシン州, 4.59%
13. ニューハンプシャー州, 4.80%

得票率差5%以上10%未満 (選挙人104):
1. アイオワ州, 5.24%
2. メリーランド州, 5.98%
3. フロリダ州, 6.23%
4. カルフォルニア州, 6.64%
5. ノースカロライナ州, 6.66%
6. ミズーリ州, 7.47%
7. マサチューセッツ州, 8.03%
8. ペンシルベニア州, 9.52%

### 一次史料
- The Republican Campaign Text Book for 1884. Republican Congressional Committee. (1882)